# 유백영
유백영(劉伯英, ? ~ ?)은 중국 당나라 초의 무장이다. 주로 영남 지방과 한반도 전선에서 활약하였다.

## 생애
정관 연간에 수주도독(巂州都督)으로 있으면서 건의하기를, ‘송외(松外)의 남만인들은 대개 잠시 붙었다 곧 돌아서니 그들을 치기를 청합니다. 서이하(西洱河)에서 천축으로 가는 길이 뚫릴 것입니다.’라 하였다. 수년 후인 648년 우무후장군(右武候將軍) 양건방(梁建方)이 송외만을 정벌하였다. 651년(영휘 2년) 계주도독(桂州―)으로서 침탈해온 두주(竇州)와 의주(義州)의 만인을 물리쳤다.
660년(현경 5년)에는 좌효위장군(左驍衛將軍)으로 있었다. 좌무위대장군(左武衛―) 소정방이 신구우이마한웅진(神丘嵎夷馬韓熊津) 등 14도대총관이 되어 백제를 멸할 때 풍사귀(馮士貴), 방효태(방효공) 등과 함께 따랐다. 당시 훈관과 무산관은 상주국(上柱國), 구군대장군(冠軍大將軍)이었으며 작위는 하박현공(下博縣公)이었다. 이어서 제2차 여당전쟁에도 참여했는데 당초 평양도행군대총관(平壤道行軍大總管)을 맡았다가 661년(용삭 원년) 편제가 바뀌어 그 직책은 소정방에게 돌아갔다. 황해를 건너 평양까지 포위했지만 662년 전황이 어려워져 철수하였다. 663년 기주도독장사(冀州都督長史)의 자리에서 영남병을 이끌고 유주(柳州)의 만인들을 토벌하였다.
관직은 좌감문위대장군(左監門衛―)에, 작위는 산양군공(山陽郡公)에 이르렀다. 죽어서 초주(楚州) 우이현(盱眙縣)에 묻혔는데 천수 연간에 내자순(來子珣)의 무고로 인해 아들 유행실(劉行實), 유행유(劉行瑜), 유행위(劉行威), 손자 유건통(劉虔通)이 사형당하고 유백영의 관은 훼손되었다.

## 가계
- 아들 : 유행실, 유행유, 유행위
  - 손자 : 유건통